# Tillandsia porongoensis
Tillandsia porongoensis là một loài thực vật có hoa trong họ Bromeliaceae. Loài này được L.Hrom. & P.Schneid. miêu tả khoa học đầu tiên năm 1988.